# Säläisjärvi
Säläisjärvi är en sjö i kommunen Kurikka i landskapet Södra Österbotten i Finland. Sjön ligger 90 meter över havet. Arean är 54 hektar och strandlinjen är 3,79 kilometer lång. Sjön  ingår i Närpes å huvudavrinningsområde.   Den ligger omkring 45 kilometer väster om Seinäjoki och omkring 320 kilometer nordväst om Helsingfors. 